# Arrondissement de Livourne
L'arrondissement de Livourne est une ancienne subdivision administrative française du département de la Méditerranée créée le 30 mai 1808, dans le cadre de la nouvelle organisation administrative mise en place par Napoléon Ier en Italie et supprimée le 11 avril 1814, après la chute de l'Empire.

## Composition
L'arrondissement de Livourne comprernait les cantons de Castelfiorentino, Fauglia, Lari, Livourne (trois cantons), Palaja, Peccioli, Pontedera, Rosignano Marittimo et San Miniato.